# Relações entre Argentina e Brasil
As relações entre Argentina e Brasil são tanto estreitas como históricas e abrangem todas as dimensões possíveis: economia, comércio, educação, cultura, turismo, defesa, ciência e tecnologia, entre outras. De guerra e rivalidade à amizade e aliança, esta complexa relação se estende por mais de dois séculos. Os dois países combinados representam 63% da área total da América do Sul, 60% de sua população e 61% de seu PIB.
O Brasil é o principal parceiro comercial da Argentina e esta é o terceiro maior parceiro comercial do Brasil e também considerada seu principal parceiro político. A oficialização da aliança estratégica Brasil-Argentina foi firmada pelos presidentes Fernando Henrique Cardoso e Carlos Menem em abril de 1997.

## História

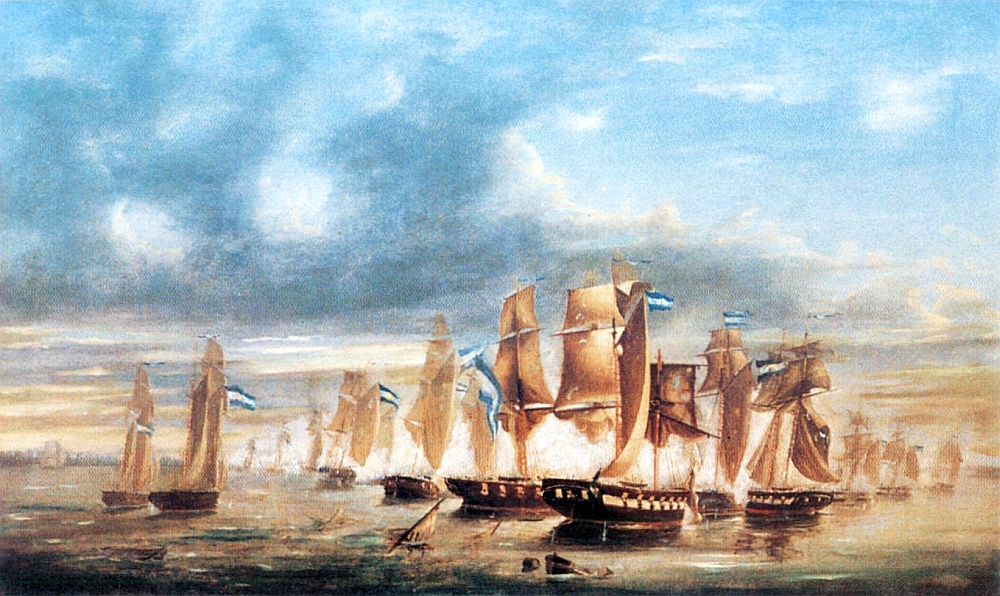
A batalha de Juncal, durante a Guerra da Cisplatina.

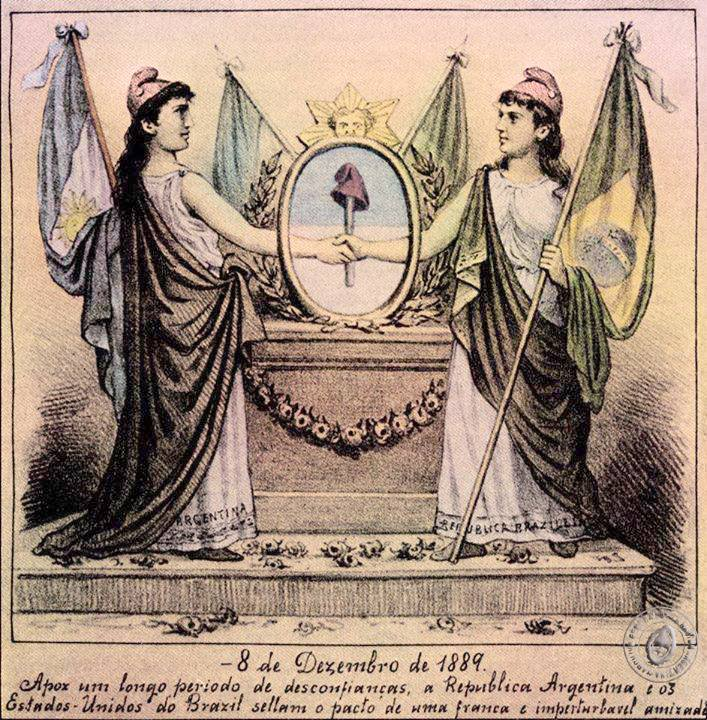
Desenhos alegóricos de 1890 representando a amizade entre a República Argentina e a recém-formada República Brasileira.

Após conseguirem a independência do Império Espanhol e do Império Português no início do século XIX, respectivamente, a Argentina e o Brasil herdaram uma série de disputas territoriais não resolvidas de suas potências coloniais. A violação mais grave na relação foi a Guerra da Cisplatina (1825-1828), liderada pela invasão brasileira e anexação da Banda Oriental. Apesar dos numerosos períodos de hostilidade mútua, a relação argentino-brasileira não foi definida pela hostilidade aberta na maior parte dos séculos XIX e XX. Houve uma competição em muitos níveis, e suas respectivas políticas de defesa refletiram desconfiança mútua, mas a sua relação bilateral não foi contraditória.

### Século XX
Na década de 1970, a rivalidade Brasil-Argentina esteve relacionada aos projetos hidrelétricos da bacia do Paraná, com alegações sobre a suposta incompatibilidade dos projetos de Itaipu e Corpus, bem como à competição dos projetos nucleares nacionais dos dois países. Em 1976, com o golpe militar na Argentina, houve certa aproximação como governo Geisel. Firmado em 19 de outubro de 1979, o Acordo Tripartite Brasil-Argentina-Paraguai - Acordo de Aproveitamento Hidrelétrico de Itaipu e Corpus, que trata do aproveitamento dos recursos hidráulicos no trecho do Rio Paraná desde o município de Sete Quedas (MS) até a foz do Rio da Prata - pôs fim à crise Itaipu-Corpus.
Em 1980, Brasil e Argentina firmaram um Acordo de Cooperação para o desenvolvimento e a aplicação dos usos pacíficos da energia nuclear. Esse fato daria início a uma maior aproximação entre os dois países na temática nuclear, o que levaria, em 1991, à criação da Agência Brasileiro-Argentina de Contabilidade e Controle de Materiais Nucleares. Em 1985, os governos civis de Sarney e Alfonsín firmaram a Declaração do Iguaçu, com o propósito de aprofundas as relações econômicas e comerciais entre os dois países. Além disso, outro acordo nuclear aprofundou o anterior.
Com a criação da Agência Brasileiro-Argentina de Contabilidade e Controle de Materiais Nucleares, em 1991, os dois países voltaram a sua concorrência em cooperação nuclear por meio da confiança mútua. Ainda em 1991, foi assinado um acordo de salvaguardas, o Acordo Quadripartite entre a ABACC, o Brasil, a Argentina e a Agência Internacional de Energia Atômica. O Acordo Quadripartite entrou em vigor em 1994 e foi reconhecido pelo Grupo de Fornecedores Nucleares como alternativa válida para o Protocolo Adicional ao Tratado de Não Proliferação de Armas Nucleares.

#### Guerra das Malvinas

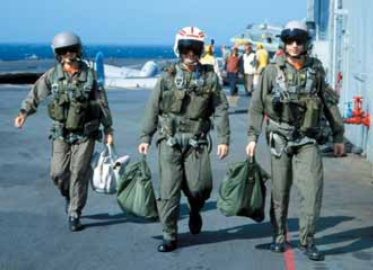
Tripulação de um Grumman S-2 Tracker da Marinha da Argentina a bordo do porta-aviões brasileiroSão Paulo (A-12), em 2003.

Três anos depois de reivindicar, no âmbito da Operação Soberanía, as ilhas Picton, Lennox e Nueva, a Argentina invadiu as Ilhas Falkland (em castelhano:  Islas Malvinas) em abril de 1982, em uma breve mas importante guerra com o Reino Unido. O Brasil apoiou a reivindicação argentina sobre as Ilhas Malvinas:

Depois de analisar a questão sobre as Ilhas Malvinas, Sua Excelência o Presidente da República Federativa do Brasil expressou o apoio de seu governo à República Argentina, reafirmando sua crença de que as negociações em curso trará resultados satisfatórios dentro de um breve período de tempo.— Ministério das Relações Exteriores do Brasil
Em 3 de junho de 1982, caças Northrop F-5E Tiger II da Força Aérea Brasileira interceptaram um bombardeiro estratégico Avro Vulcan da Força Aérea Real em rota para a Ilha de Ascensão depois de bombardear posições argentinas nas ilhas Malvinas. O avião foi obrigado a pousar no Base Aérea do Galeão no Rio de Janeiro, onde a tripulação e a aeronave foram apreendidos. Depois de negociações diplomáticas com o Reino Unido, a aeronave e tripulação foram liberados em 11 de junho. No entanto, os mísseis AIM-9 Sidewinder e AGM-45 Shrike a bordo da aeronave foram confiscados pelas autoridades brasileiras.
O Brasil manteve-se, oficialmente, neutro no conflito. De acordo com o historiador e cientista político Moniz Bandeira, entretanto, essa neutralidade foi imperfeita. O Brasil reconhece a soberania argentina sobre as Ilhas Malvinas desde 1833, ano da terceira invasão inglesa às ilhas. Quando o governo imperial brasileiro foi informado pela Argentina da ocupação das ilhas pelo governo britânico pelo uso da força, o Brasil instruiu seu ministro plenipotenciário em Londres a apoiar um protesto junto à corte de Saint James. Em 1982, o Brasil, honrando sua tradição pacífica, demonstrou não concordar com o recurso ao uso da força como ferramenta de solução de conflitos.
Além disso, em um contexto de crise econômica profunda, o governo brasileiro não poderia contrariar os interesses ingleses. O governo brasileiro adotou, então, uma neutralidade ambivalente, em uma postura pragmática. Moniz Bandeira, entretanto, argumenta que o Brasil adotou, na prática, posicionamento favorável à Argentina, ao ceder, sob a forma de leasing, dois aviões de patrulha EMB-111 da Embraer, estacionados na base aérea de Santa Catarina, ao governo argentino. O Brasil também vendeu obuzeiros e peças de fuzil à Argentina.

### Século XXI

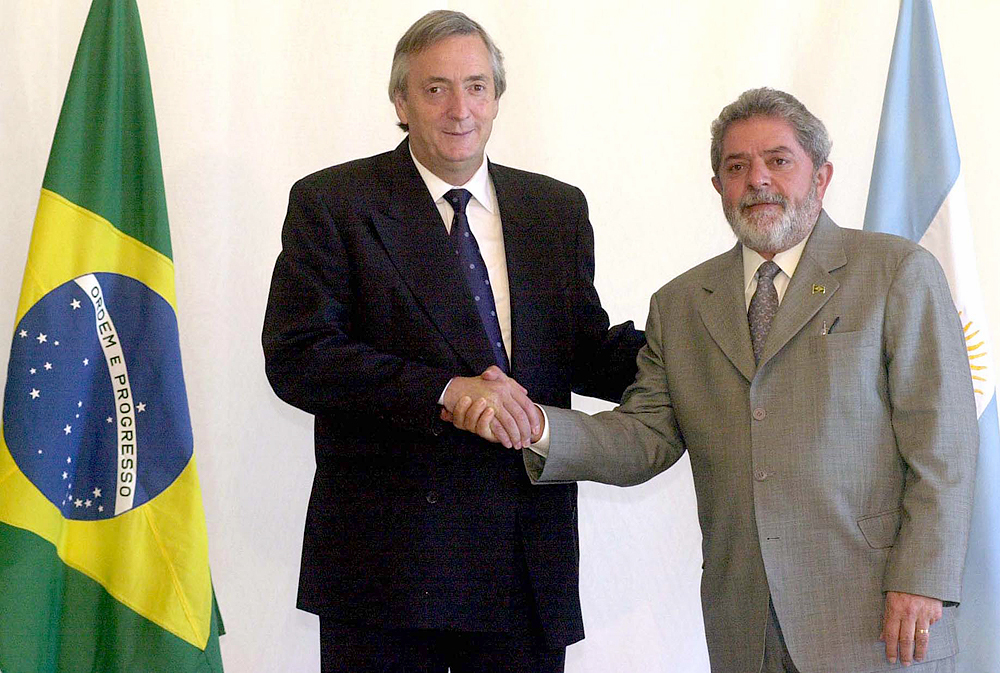
Os presidentes Luiz Inácio Lula da Silva e Néstor Kirchner, 10 de março de 2004.

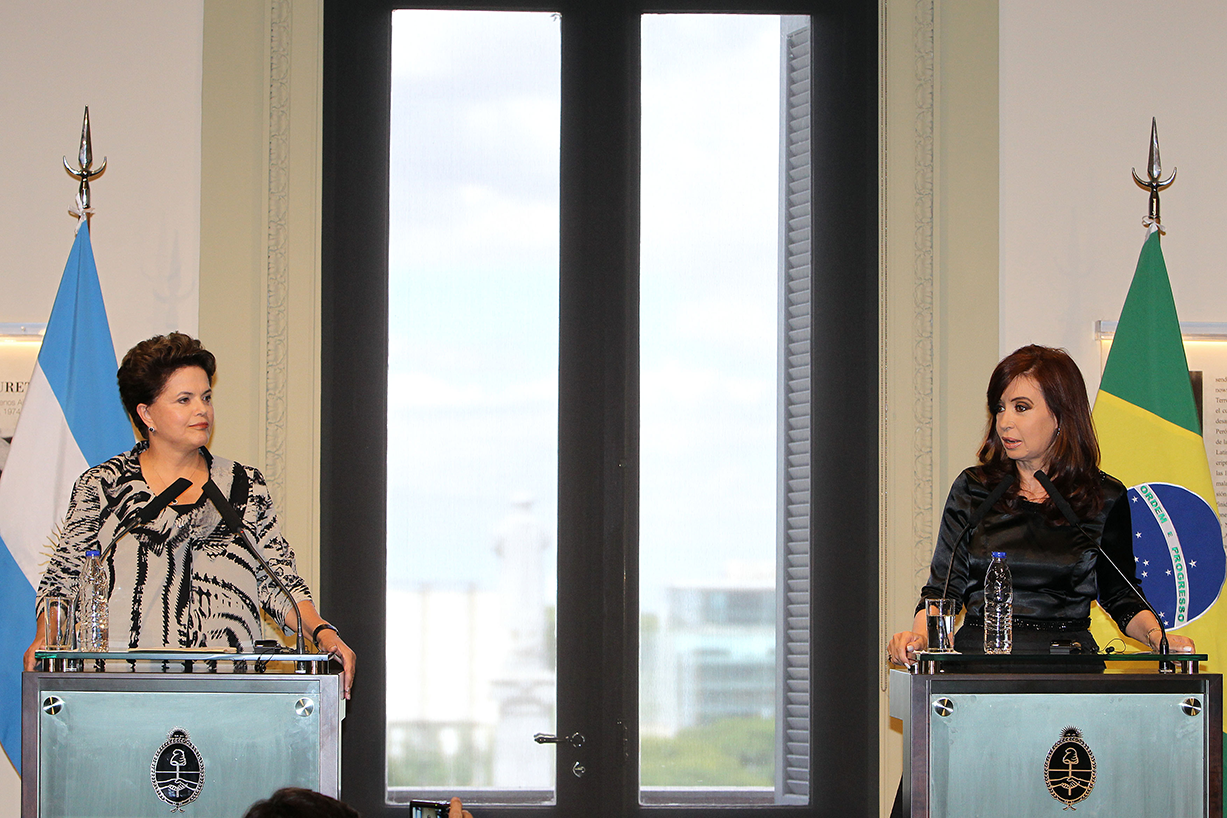
As presidentes Dilma Rousseff e Cristina Kirchner, 12 de janeiro de 2011.

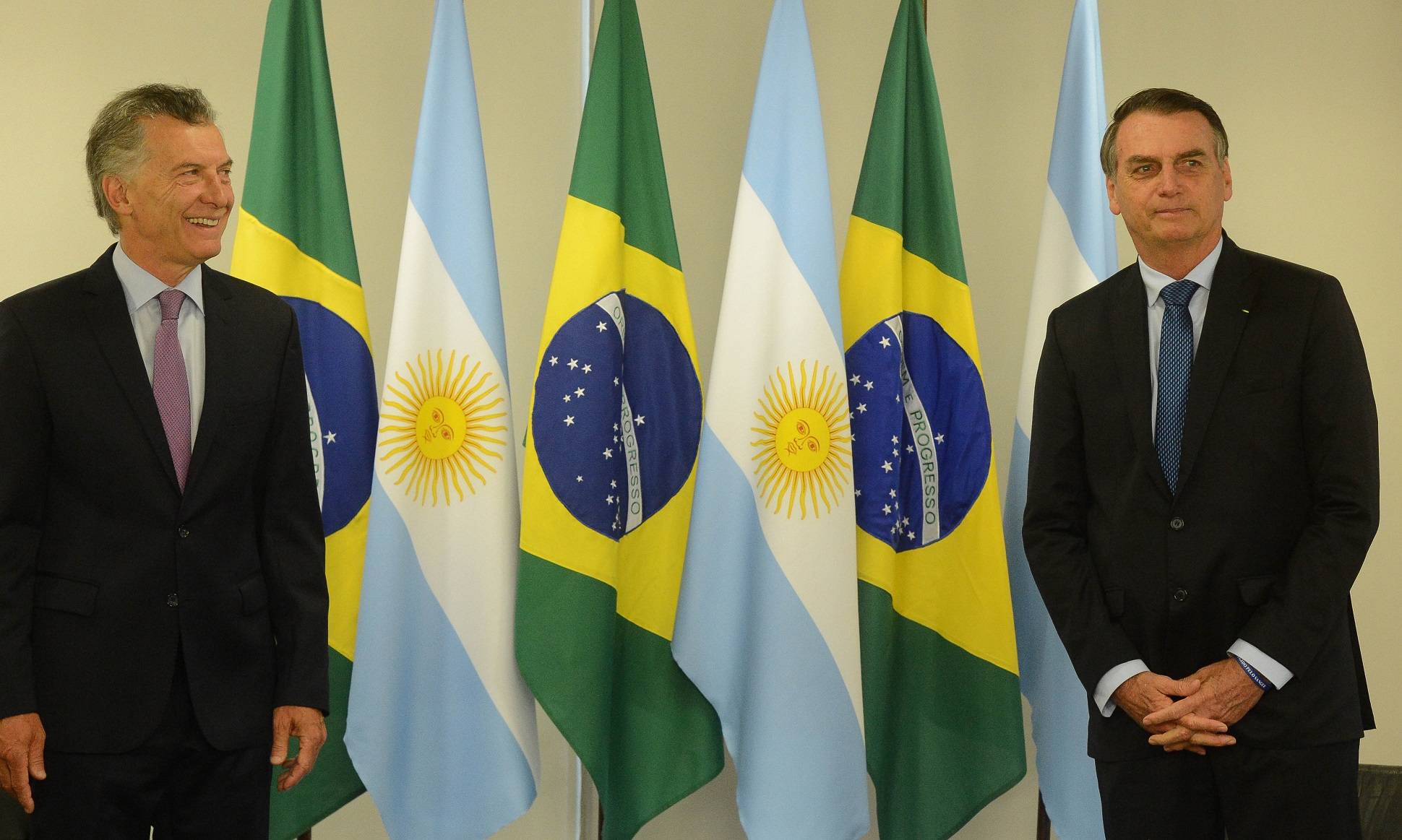
Os presidentes Mauricio Macri e Jair Bolsonaro, 16 de janeiro de 2019.

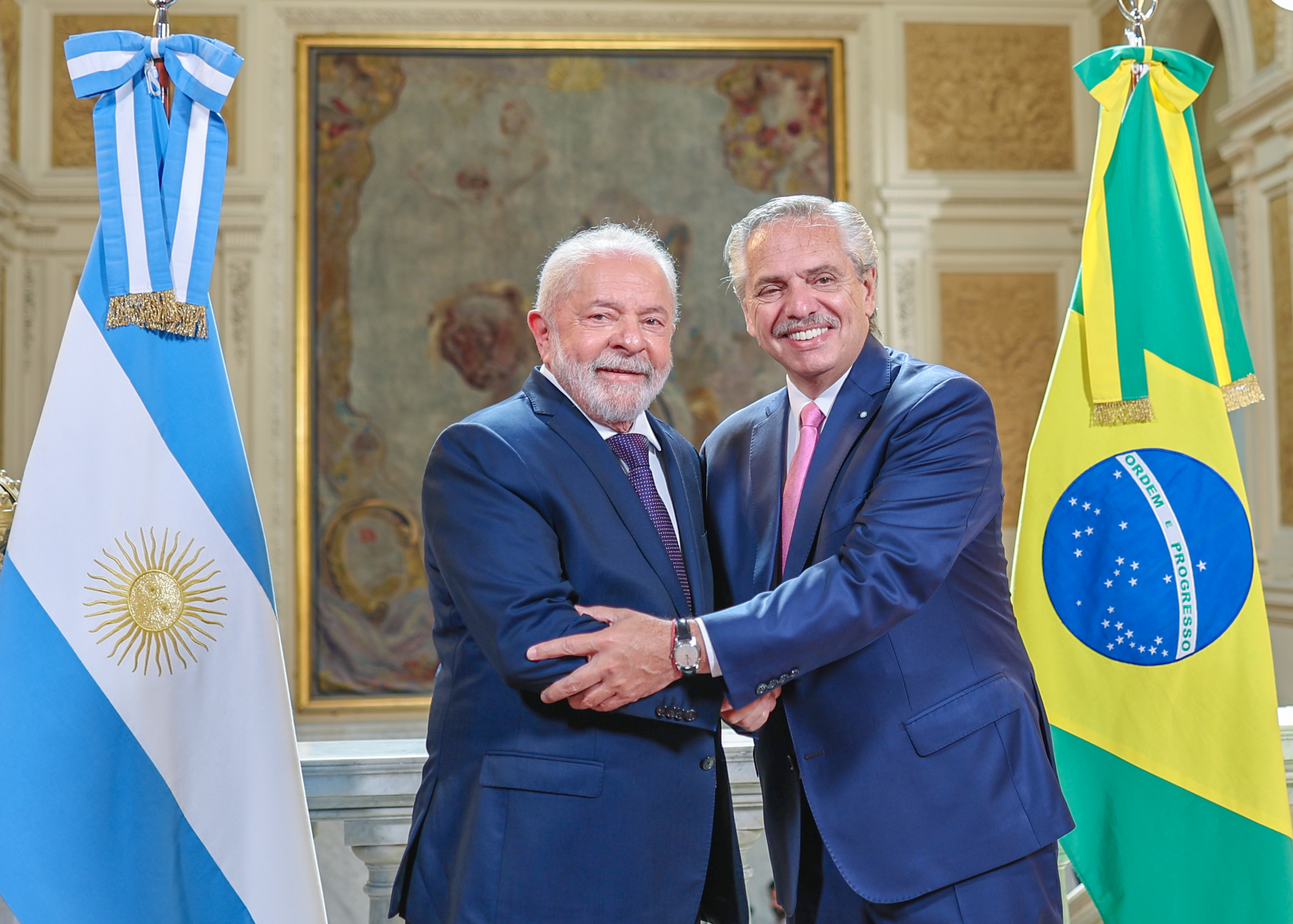
Os presidentes Luiz Inácio Lula da Silva e Alberto Fernández, 23 de janeiro de 2023.

O governo do presidente Néstor Kirchner colocou o Brasil como uma prioridade da política externa e as relações com os brasileiros eram consideradas estratégicas, o que foi recebido com reciprocidade no Brasil, quando Lula da Silva colocou a Argentina como a principal prioridade de sua política externa. Deve-se ressaltar, que a primeira visita ao exterior de Lula da Silva, como presidente eleito, foi para a Argentina em dezembro de 2002. Do ponto de vista brasileiro, apenas com esta aliança estratégica seria possível transformar a América do Sul em uma potência mundial, um dos objetivos da política externa de Lula.

"Nossa aliança com o Brasil é indestrutível"

— Héctor Timerman, Ministro das Relações Exteriores da Argentina.
Desde 2003, Argentina e Brasil têm coordenado suas posições nos fóruns multilaterais, como pode ser visto pela sua participação conjunta nas negociações agrícolas na reunião da OMC em Cancún, México, a sua posição conjunta no que diz respeito à criação da Área de Livre Comércio das Américas (ALCA) e sua articulação no G20 pela reforma do sistema financeiro internacional. A criação da União de Nações Sul-Americanas (UNASUL), em 2008, foi um marco nas novas políticas externas de ambos os países. Em outro sinal de confiança mútua, desde 2003, os diplomatas dos dois países ocupam um único assento no Conselho de Segurança das Nações Unidas, quando qualquer um deles ocupar um assento não-permanente.
Na área econômica, a Argentina e o Brasil deixou o dólar norte-americano e começou a usar suas próprias moedas em todas as transações comerciais bilaterais em 2008.
Em 6 de setembro de 2008, a presidente da Argentina, Cristina Kirchner, viajou ao Brasil para consolidar as relações entre os dois países. Ela era a convidada de honra nas comemorações do Dia da Independência, em 7 de setembro de 2008, e testemunhou o desfile militar em Brasília. No dia seguinte, ela manteve discussões com o presidente Lula em uma variedade de questões bilaterais, incluindo a energia, defesa e cooperação em energia nuclear.
Em 28 outubro de 2010 o presidente Lula da Silva viajou para Buenos Aires para dar suas condolências pela morte de Néstor Kirchner. O governo brasileiro declarou três dias de luto nacional.
A presidente Dilma Rousseff escolheu a Argentina como a primeira viagem internacional de sua presidência, em uma demonstração das relações "especiais e estratégicas" entre os dois países. Durante a sua visita de Estado à Buenos Aires, em 31 de janeiro de 2011, Dilma afirmou que "não foi uma decisão casual escolher a Argentina como o meu primeiro destino estrangeiro" e elogiou a país vizinho como um "aliado estratégico" do Brasil. "O governo brasileiro assume, mais uma vez, um verdadeiro compromisso com o governo argentino, bem como uma política conjunta destinada a promover uma estratégia de desenvolvimento para a região", disse Rousseff em conversas com os jornais locais antes de chegar em Buenos Aires.
Em 2015, apesar do governo brasileiro ter apoiado a candidatura de Daniel Scioli nas eleições presidenciais argentinas, Dilma convidou o liberal Mauricio Macri, vencedor da eleição, para visitar o Brasil logo após a sua vitória. No encontro realizado em 4 de dezembro de 2015, 6 dias antes da posse presidencial, Macri e Dilma discutiram sobre relações bilaterais do Mercosul, e a situação política no Brasil, além da crise na Venezuela.

#### Deterioração das relações bilaterais
Em 2019, as relações entre Brasil e Argentina se deterioraram devido a profundas diferenças ideológicas entre o presidente de direita do Brasil, Jair Bolsonaro e o presidente de esquerda da Argentina, Alberto Fernández, principalmente devido à rejeição do brasileiro ao argentino, prova da difícil relação foi mostrado durante a posse do presidente argentino que Fernández foi eleito presidente da Argentina, derrotando Mauricio Macri. Aliado de direita de Bolsonaro, onde mostrou todo o seu apoio durante a desastrosa campanha de reeleição de Macri, onde foi derrotado pela profunda ira popular por suas políticas de austeridade e presidência ineficaz. Inicialmente, Bolsonaro anunciou que não compareceria à eleição de Fernández nem enviaria representante brasileiro, evidenciando a turbulenta relação entre as duas potências sul-americanas onde, pela primeira vez em 23 anos, não haveria representação brasileira na assunção de seu principal aliado comercial, colocando em risco a continuidade da organização do Mercosul, já quase inexistente devido à suspensão da Venezuela durante o governo de Nicolás Maduro. Dias depois, ele decidiu enviar o vice-presidente brasileiro, Hamilton Mourão, como representante. Outra causa da antipatia entre cada presidentes são as relações entre os seus filhos, o filho de Fernández é conhecido na Argentina como um cosplay e progressista liberal, enquanto os filhos de Bolsonaro são conservadores.
Durante a pandemia de COVID-19, Bolsonaro é frequentemente questionado por seu tratamento ineficaz da situação, o colapso do sistema de saúde do país e retrocesso democrático, e comparado a seu homólogo argentino. Comparando o impacto do vírus, o Brasil é atualmente o terceiro país com mais casos no mundo, com quatro milhões de infectados e mais de 133.000 óbitos, enquanto a Argentina permanece como o décimo país da América do Sul, com um preocupante aumento de 555 mil casos e cerca de 11.000 mortes e mais de 9.000 casos e 200 mortes por dia, principalmente por causa da chegada do inverno austral e estresse social. Bolsonaro qualificou a Argentina como "um país miserável", comparando-a com a ditadura socialista da Venezuela, enquanto considerava inútil comparar sua gestão com a Argentina , preferindo comparar-se com países europeus, como Suécia e Canadá. O chanceler Felipe Solá, se reuniu com Bolsonaro e afirmou que apesar das relações frias entre seus países, a Argentina está disposta a colaborar e prestar assistência médica ao Brasil durante a pandemia, ainda que em 2 de julho de 2020, a cúpula do Mercosul tenha começado por videoconferência, onde o frieza de ambos os presidentes foi mostrado, onde não se falavam e Fernández deu a entender que respeita a posição dos dirigentes, só que não coincide com a ideologia de outro presidente, dirigindo-se a Bolsonaro.

## Cooperação

### Militar

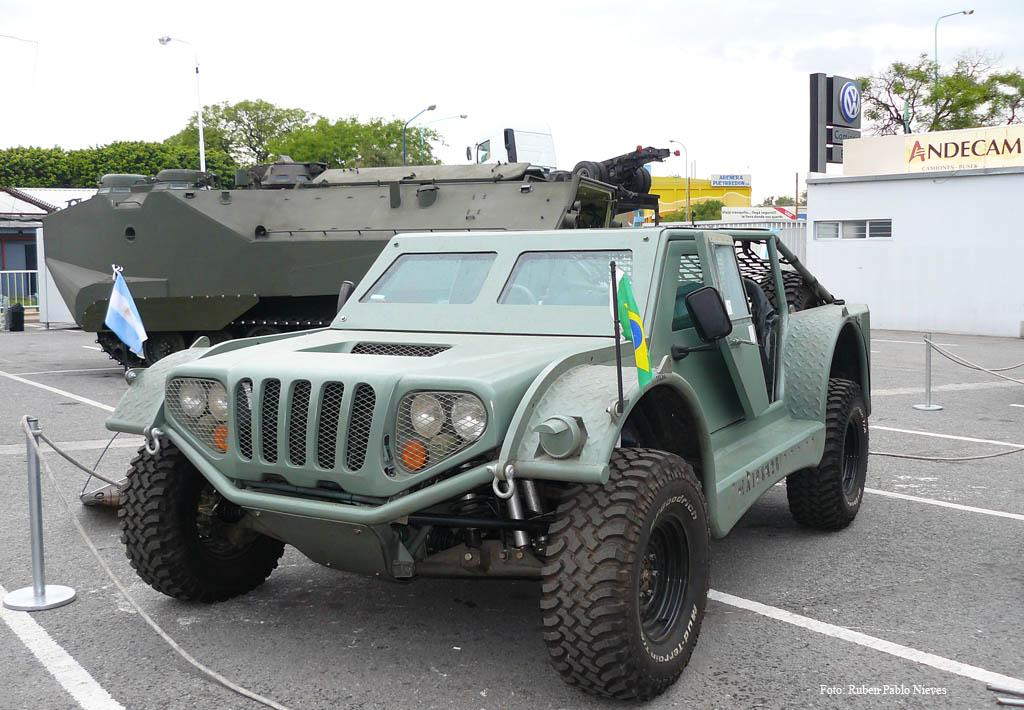
Versão blindada do veículo "Gaúcho"

Brasil e Argentina estão envolvidos em vários projetos de joint venture na área militar, como o veículo blindado Gaúcho e a aeronave de transporte militar KC-390 da Embraer. O Gaúcho é um veículo leve aerotransportável capaz de realizar missões de reconhecimento, assalto de ar, comando e controle, transporte e de evacuação. O projeto Gaúcho começou em 2004 e entrou em produção em 2006. A Argentina é responsável pela concepção e construção do chassis, montagens de motor, transmissão, direção e suspensão. O Brasil, por sua vez, desenvolveu e instalou o sistema de freio, motor, transmissão e caixa de transferência, bem como o sistema de arrefecimento, sistema elétrico, combustível, armamento e acessórios.
Brasil e Argentina também entraram uma parceria para desenvolver conjuntamente o avião de transporte militar bimotor KC-390. A Argentina concordou em fabricar componentes do avião e possivelmente comprar seis das aeronaves.
O Exército argentino tem mostrado interesse em uma possível versão dos 8x8 veículos blindados VBTP-MR Guarani desenvolvidos pelo Exército Brasileiro com o apoio da Iveco. Os militares argentinos também são operadores do veículo militar brasileiro Agrale Marruá.

### Científica

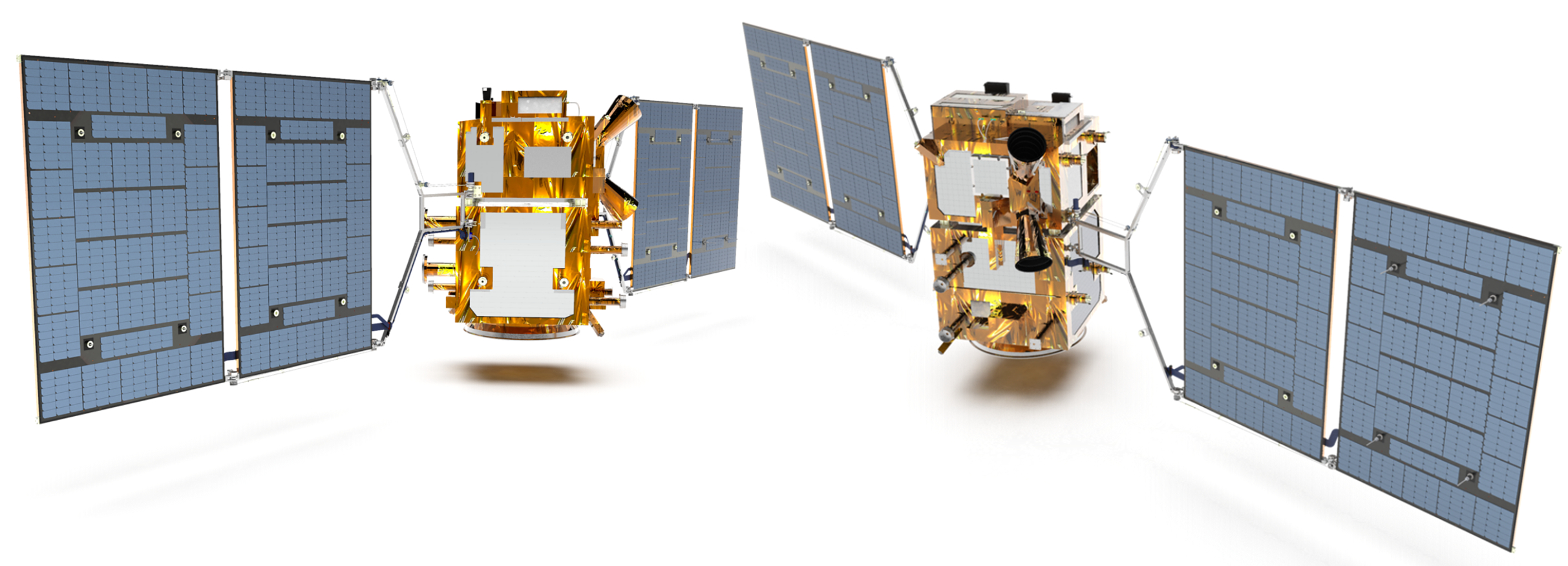
O SABIA-Mar 1, programado para ser lançado em 2022, é um satélite argentino-brasileiro de observação da Terra.

A Argentina e o Brasil têm uma estreita cooperação no domínio da ciência espacial - a Comissão Nacional de Atividades Espaciais da Argentina e a Agência Espacial Brasileira têm trabalhado juntas desde os anos 1990. Em 2007, Brasil e Argentina lançaram com sucesso um foguete no espaço, na primeira missão espacial conjunta entre os dois países. O foguete VS-30 foi lançado a partir do Centro de Lançamento da Barreira do Inferno e experimentos foram realizados a partir de ambos os países.
A Agência Brasileiro-Argentina de Contabilidade e Controle de Materiais Nucleares foi criada em 1991. Durante a visita de Estado do Presidente Lula à Buenos Aires em 22 de fevereiro de 2008, os dois países estabeleceram uma comissão binacional na busca conjunta de enriquecimento de urânio para produção de energia nuclear.

### Ilhas Falkland
O governo brasileiro tem sido um forte apoiante da reivindicação argentina sobre as Ilhas Falkland, território ultramarino do Reino Unido, que ambos os países chamam de "Malvinas" (em português:  Ilhas Malvinas; em castelhano:  Islas Malvinas). Em um comunicado conjunto emitido por Brasil e Argentina em 3 de agosto de 2010, "o Presidente da República Federativa do Brasil reitera o apoio de seu país aos legítimos direitos da Argentina na disputa de soberania sobre as Ilhas Malvinas, Geórgia do Sul e Sandwich do Sul e os espaços marítimos circundantes". O governo brasileiro também ressaltou que considera exploração de petróleo em alto mar que o Reino Unido realiza na plataforma continental argentina é "ilegal" e "incoerente com o que determina a Organização das Nações Unidas".
As autoridades brasileiras também manifestaram seu apoio à reivindicação argentina nos fóruns multilaterais, incluindo as Nações Unidas, o Grupo do Rio, o Mercosul, a Organização dos Estados Americanos e a Unasul. O Brasil criticou a ONU por não agir sobre a soberania das Ilhas Malvinas e acusa o Reino Unido de usar seu status como membro permanente do Conselho de Segurança das Nações Unidas para evitar que o debate sobre a questão seja reaberto.
Uma resolução aprovada na 4.ª Cúpula da Unasul proíbe navios britânicos a operarem com a "bandeira ilegal das Malvinas (Falkland Islands)" ao atracar em portos da América do Sul, o governo do Brasil negou acesso ao navio britânico HMS Clyde ao Rio de Janeiro em 11 de janeiro de 2011. Em um comunicado, o então Ministro da Defesa do Brasil, Nelson Jobim, disse que o Brasil "reconhece a soberania argentina sobre as (Ilhas Malvinas) Malvinas e não a pretensão britânica" e, portanto, "não vai autorizar quaisquer pedidos feitos a partir de navios ou aeronaves em operações militares nas ilhas Falkland".

## Comércio e investimentos
Um alto volume de comércio e de migração entre a Argentina e o Brasil tem gerado uma maior aproximação, especialmente após a implementação do MERCOSUL, em 1991. Entre 2003 e 2012, o comércio bilateral praticamente quadruplicou, saltando de 9,24 bilhões para mais de 34,4 bilhões de dólares. Entre 2010 e 2012, os investimentos estrangeiros diretos do Brasil na Argentina cresceram 16,6%. No ano 2012, os investimentos da Argentina no Brasil quase triplicaram em relação a 2011, chegando à marca dos 262 bilhões de dólares. Em 2012, dobrou o valor total das exportações argentinas que fizeram uso do sistema de pagamentos em moeda local. A Argentina é o terceiro maior parceiro comercial do Brasil e o principal destino das exportações brasileiras de manufaturas.
|                                                                     | 2004         | 2005          | 2006          | 2007          | 2008          | 2009          | 2010          |
| ------------------------------------------------------------------- | ------------ | ------------- | ------------- | ------------- | ------------- | ------------- | ------------- |
| Exportações argentinas ao Brasil                                    | $5.6 bilhões | $6,2 bilhões  | $8 bilhões    | $10,4 bilhões | $13,3 bilhões | $11,3 bilhões | $14,4 bilhões |
| Exportações brasileiras à Argentina                                 | $7.4 bilhões | $9,9 bilhões  | $11,7 bilhões | $14,4 bilhões | $17,6 bilhões | $12,8 bilhões | $18,5 bilhões |
| Comércio total                                                      | $13 bilhões  | $16,1 bilhões | $19,7 bilhões | $24,8 bilhões | $30,9 bilhões | $24,1 bilhões | $32,9 bilhões |
| Nota: Todos os valores são em dólares americanos. Fonte: MRE/SECEX. |              |               |               |               |               |               |               |

## Comparação entre os países
|                                                  | Argentina                                   | Brasil                                     |
| ------------------------------------------------ | ------------------------------------------- | ------------------------------------------ |
| População (2023)                                 | 46.505,780                                  | 218.064.534                                |
| Área                                             | 2.780.400 km²                               | 8.515.767 km²                              |
| Densidade populacional                           | 15,6 hab/km                                 | 23,8 hab/km                                |
| Capital                                          | Buenos Aires                                | Brasília                                   |
| Maior cidade                                     | Buenos Aires                                | São Paulo                                  |
| Governo                                          | República presidencialista                  | República presidencialista                 |
| Línguas oficiais                                 | Espanhol                                    | Português                                  |
| PIB nominal (2016)                               | US$ 537,660 bilhões (US$ 12 590 per capita) | US$ 1,534 Trilhões (US$ 11 387 per capita) |
| Moeda                                            | Peso argentino                              | Real                                       |
| Índice de Desenvolvimento Humano (2018)          | 48.º (0,830)                                | 79.º (0,761)                               |
| Índice de Competitividade Global (2014)          | 104° (104° em 2013)                         | 57.º (56.º em 2013)                        |
| Produção Científica (2014)                       | 41° (11.472)                                | 13° (59.736)                               |
| Reservas Internacionais em 2014 (milhões de USD) | 43° (30.600)                                | 6° (376.090)                               |
| Índice de Liberdade Econômica (2013)             | 160° (46.7)                                 | 100° (57.7)                                |
| Índice Global de Paz (2017)                      | 55.º (67° em 2016)                          | 108.º (105° em 2016)                       |